# هلند پارک
هلند پارک (به انگلیسی: Holland Park) یک منطقه در کنزینگتون، لندن مرکزی است
این منطقه که در ناحیه وست اند لندن، منطقه سلطنتی کنزینگتون و چلسی قرار دارد در حدود ۲۲ هکتار وسعت دارد.

## نگارخانه

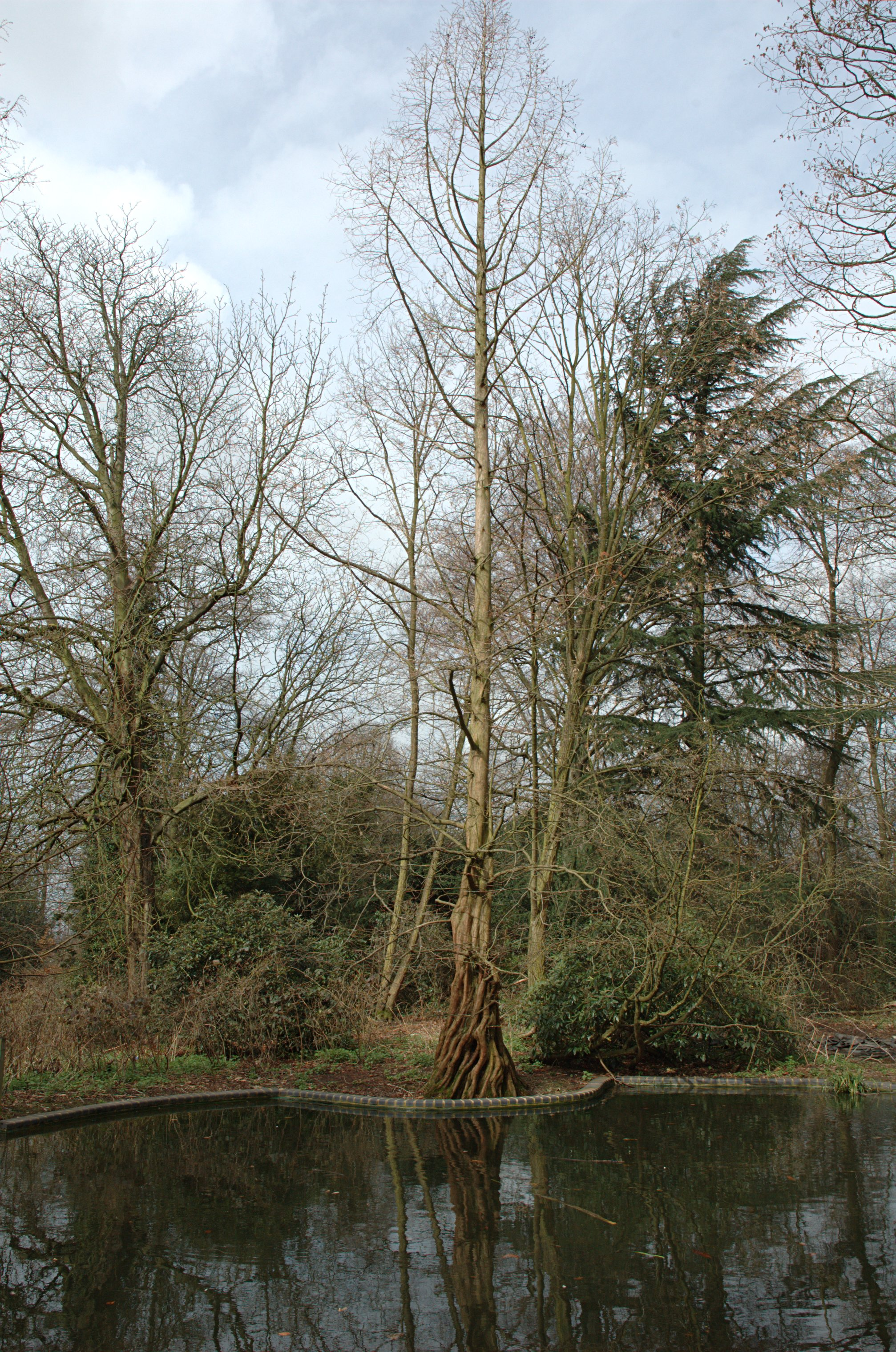
Pond and trees in Holland Park in winter...
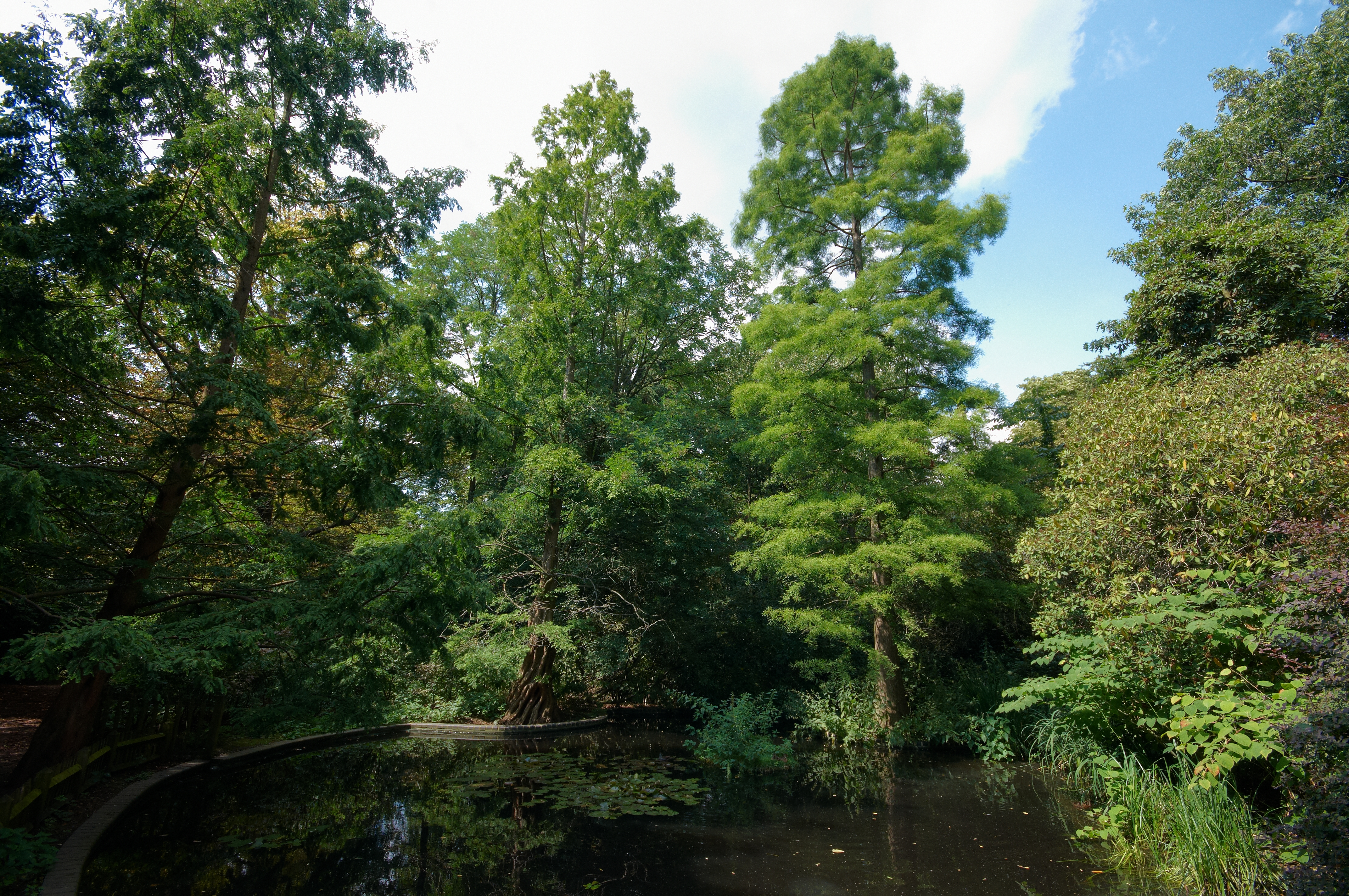
... and in summer
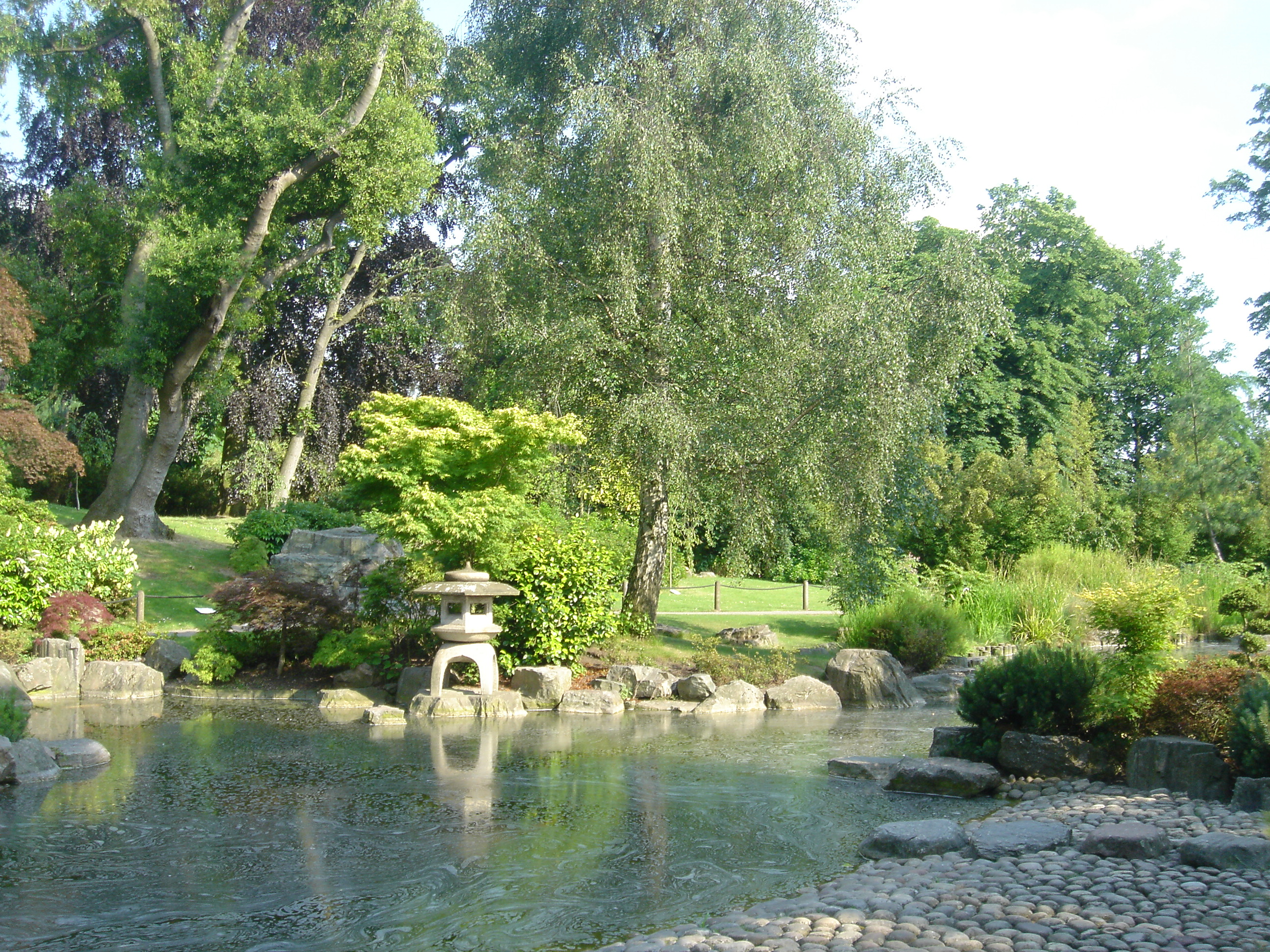
Kyoto Garden at Holland Park
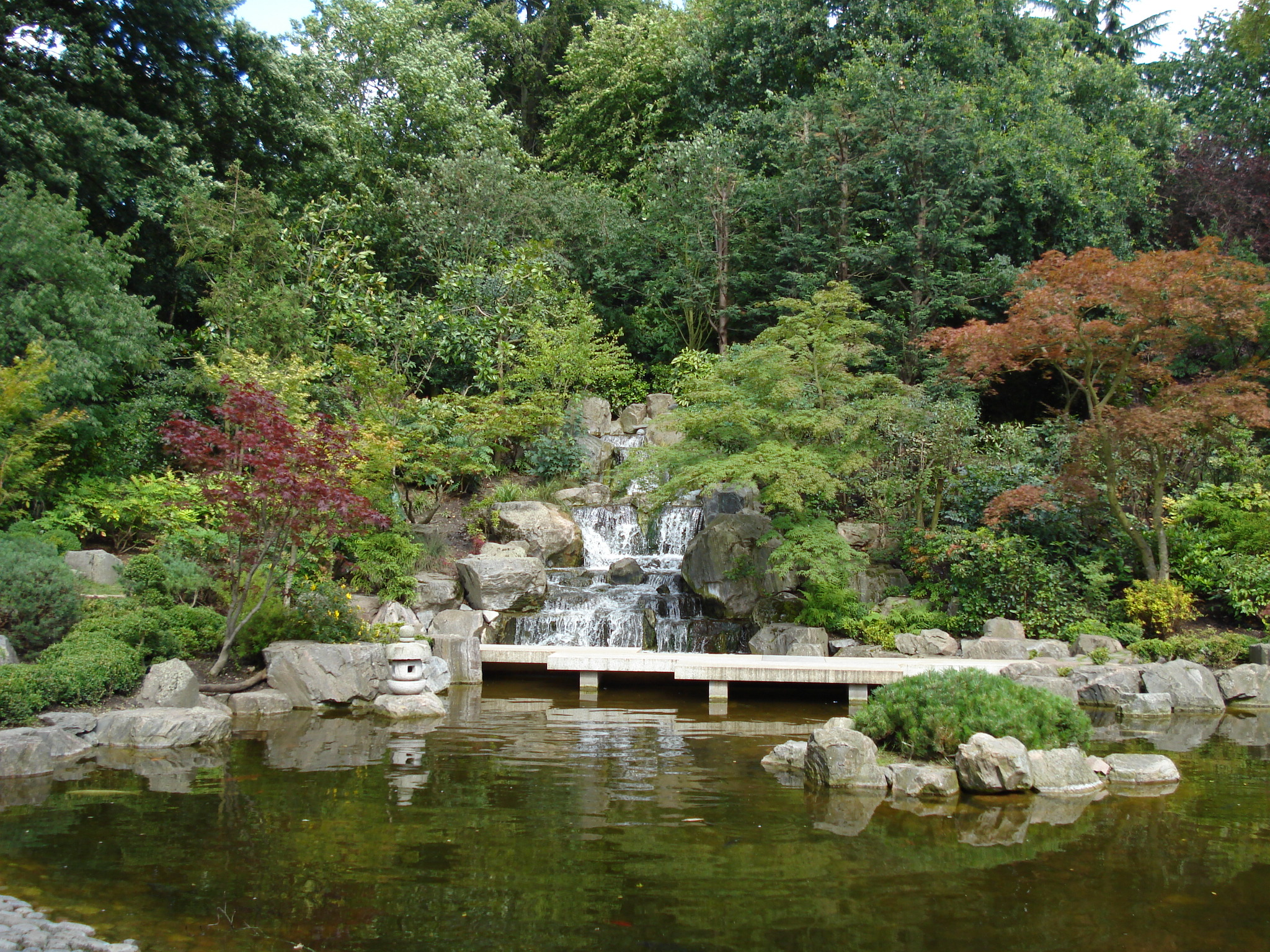
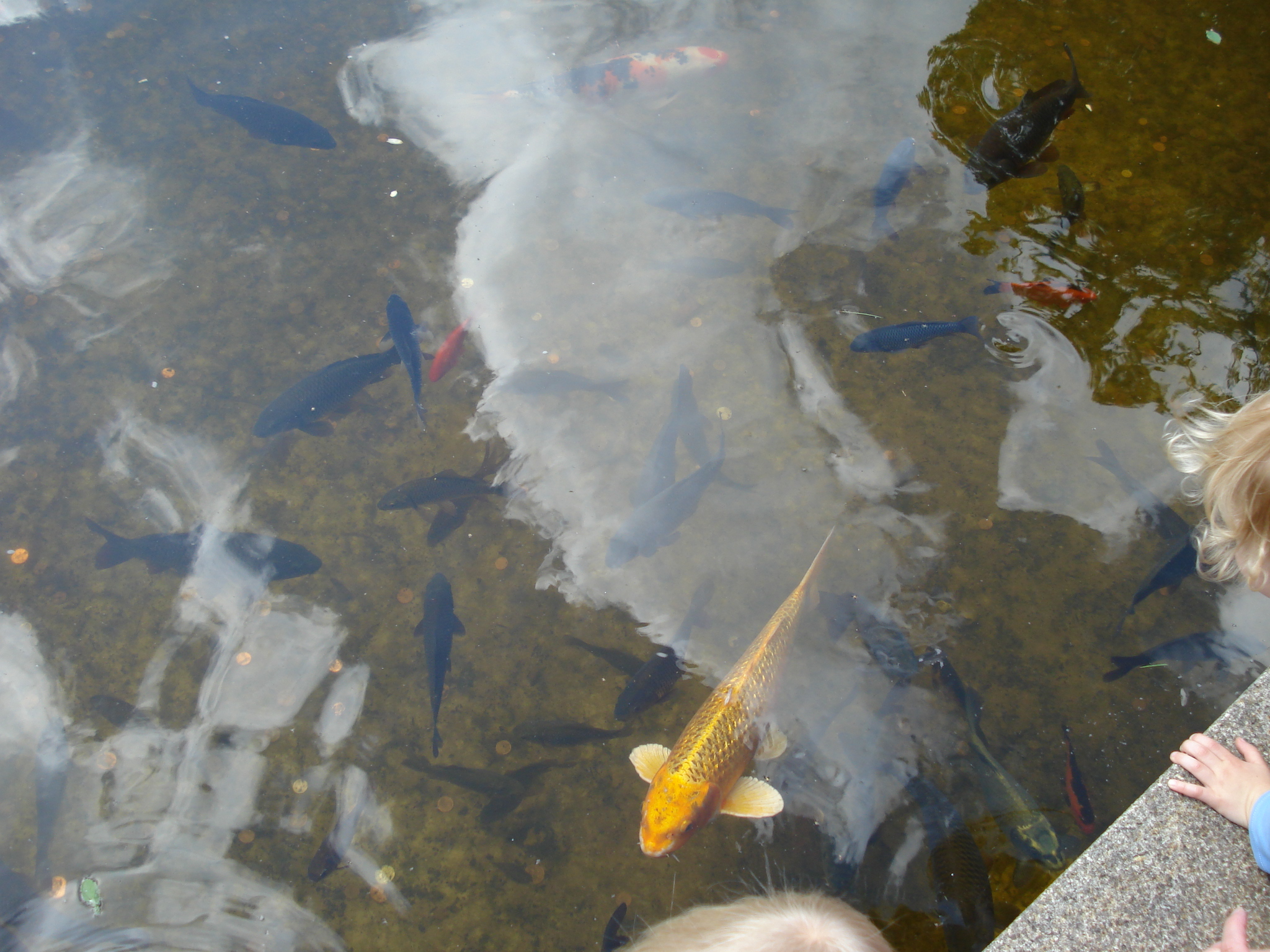
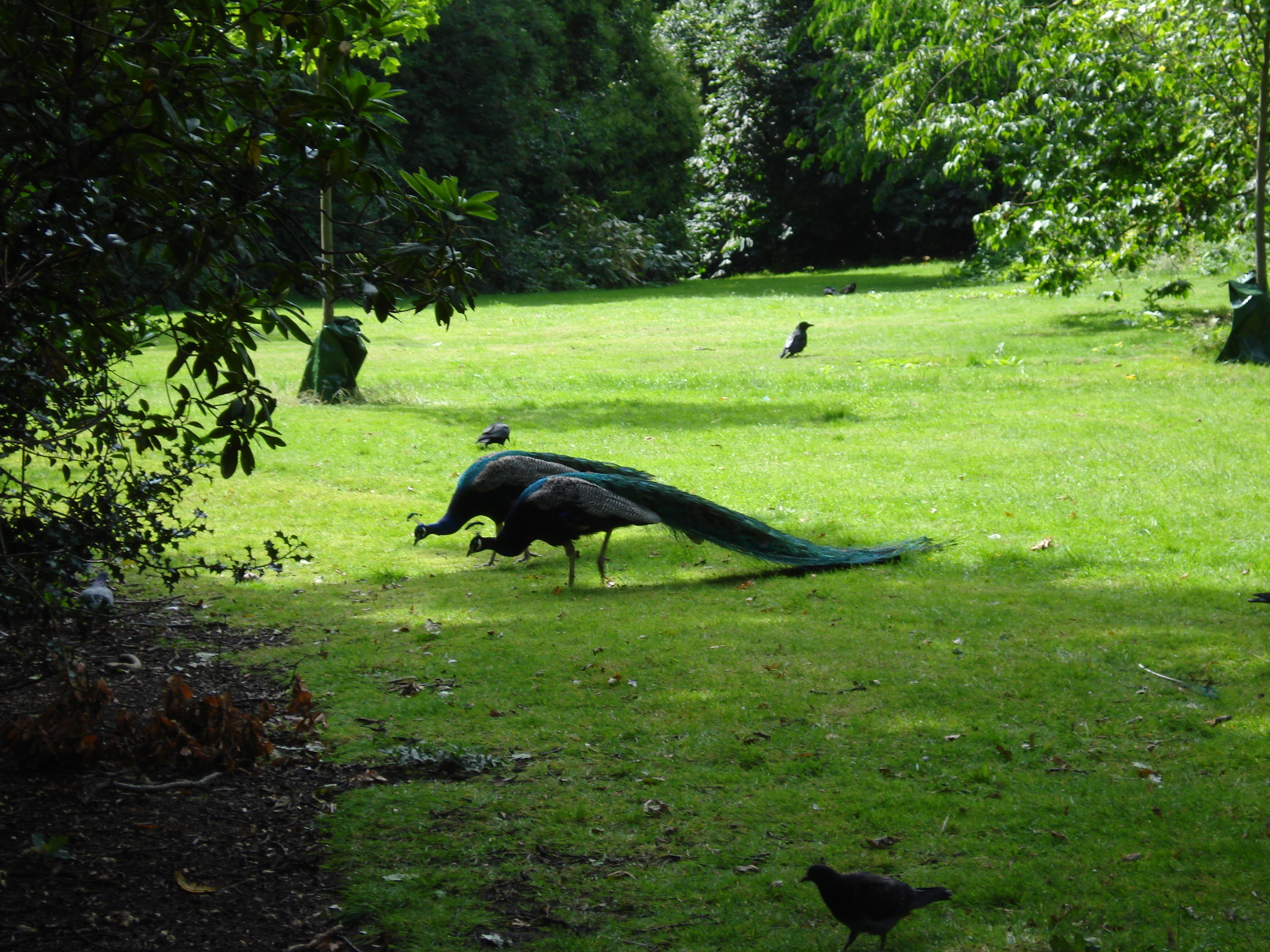
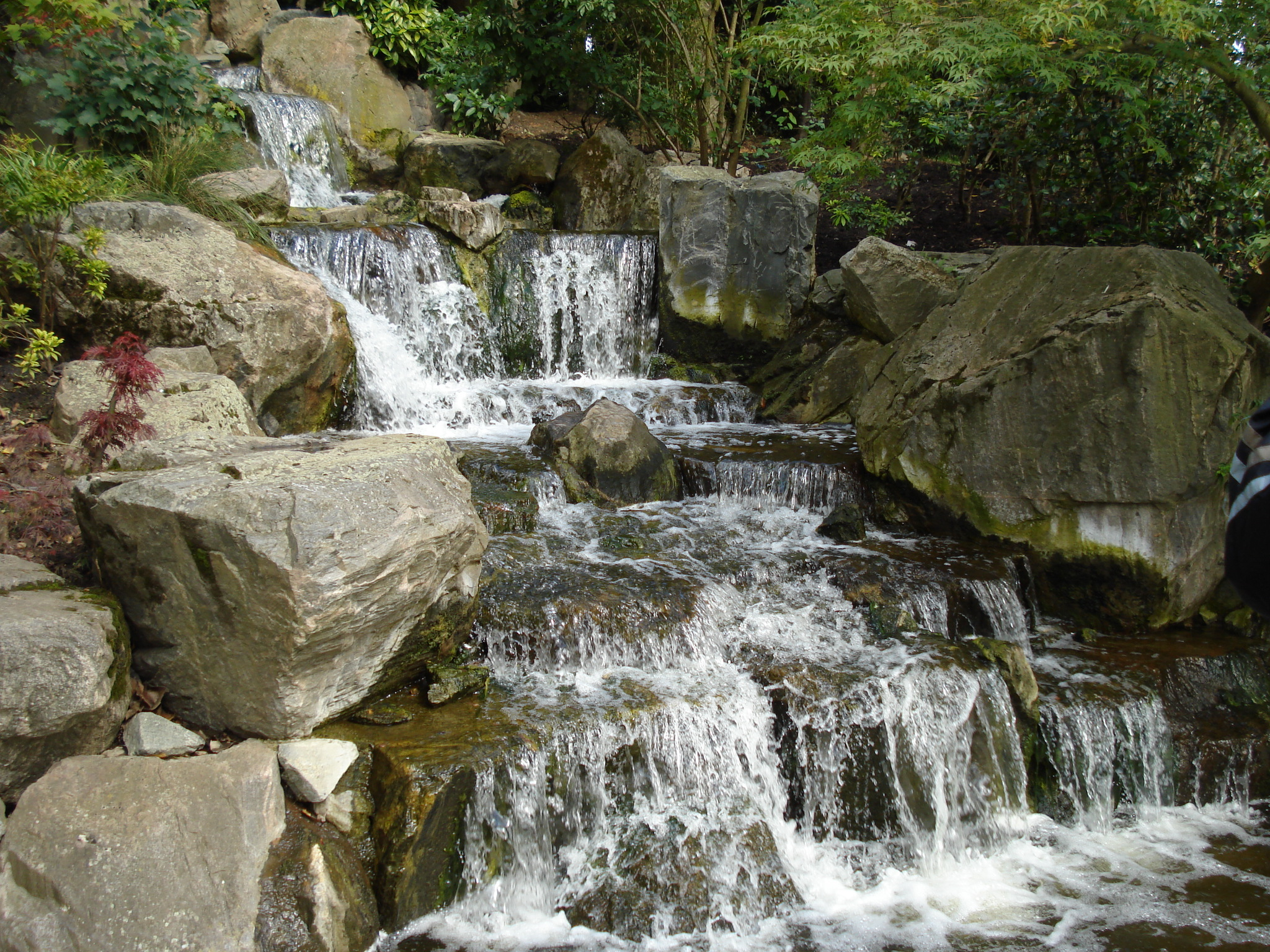
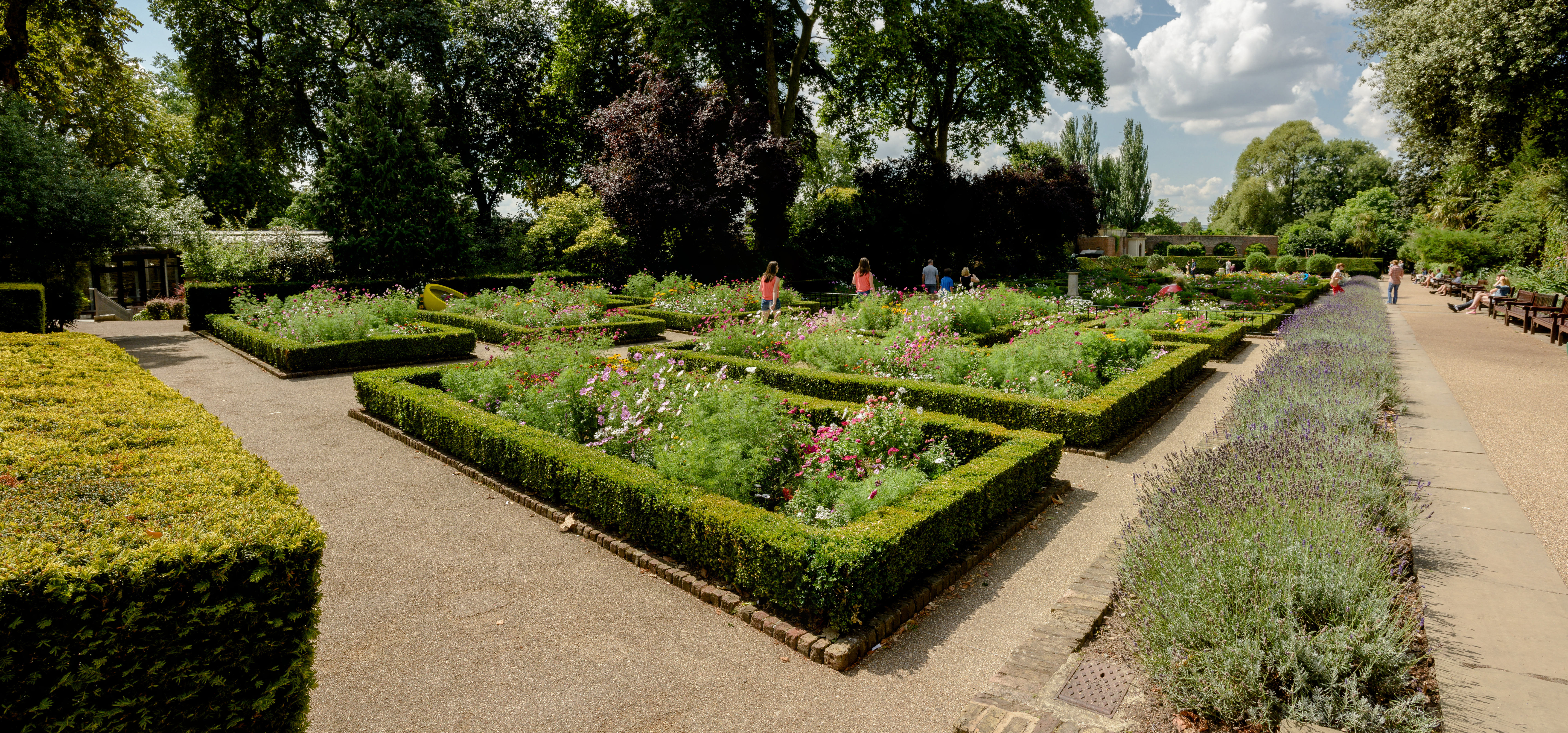
Formal Gardens
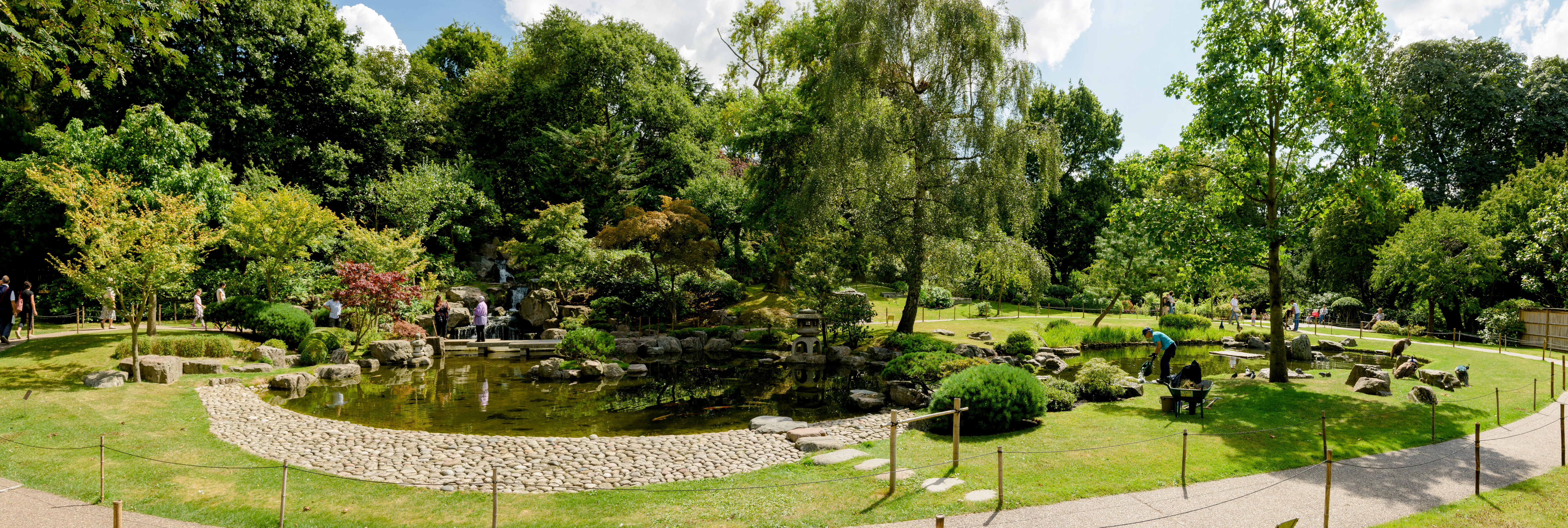
Kyoto Garden